# Velascoa recondita
Velascoa recondita är en tvåhjärtbladig växtart som beskrevs av Graciela Calderón och Jerzy Rzedowski. Velascoa recondita ingår i släktet Velascoa och familjen Crossosomataceae. Inga underarter finns listade i Catalogue of Life.